# Urocoras munieri
Urocoras munieri är en spindelart som först beskrevs av Simon 1880.  Urocoras munieri ingår i släktet Urocoras och familjen mörkerspindlar. Inga underarter finns listade i Catalogue of Life.